# Young Bond
Young Bond is een serie kinderboeken, bestaand uit 5 delen.
De boeken zijn geschreven door Charlie Higson en gaan over het leven van de jonge James Bond. Deze verhalen spelen zich af in de dertiger jaren waar James Bond 13 jaar oud is.
Ook hierin beleeft James Bond de spannendste avonturen, maar het is wel duidelijk, dat de boeken voor kinderen van 13-15 jaar zijn geschreven. Een hoop elementen uit de James Bondfilms zitten in deze boeken verwerkt.
In Engeland zijn deze boeken nu razend populair bij de jeugd. De Nederlandse versies van deze boeken zijn uitgegeven door Pimento Kinderboeken.
Tussen 2014 en 2017 zette schrijver Steve Cole de reeks voort.

## Charlie Higson-reeks
- Deel 1. Silverfin   (Nederlandse titel: Missie Silverfin)
- Deel 2. Bloodfever   (Nederlandse titel: Bloedkoorts)
- Deel 3. Double or Die  (Nederlandse titel: Gevaarlijk Spel)
- Deel 4. Hurricane Gold  (Nederlandse titel: Goudstorm)
- Deel 5. By Royal Command (Nederlandse titel: Sneeuwblind)
- Danger Society: The Young Bond Dossier (non-fictie aanvulling) (2009)

## Steve Cole-reeks
- Deel 1. Shoot to Kill (2014)
- Deel 2. Heads You Die (2016)
- Deel 3. Strike Lightning (2016)
- Deel 4. Red Nemesis (2017)